# Danh sách loài nhện trong họ Prodidomidae
Danh sách này liệt kê các loài nhện trong họ Gnaphosidae.

## Anagrina
Anagrina Berland, 1920
- Anagrina alticola Berland, 1920
- Anagrina nigritibialis Denis, 1955

## Austrodomus
Austrodomus Lawrence, 1947
- Austrodomus scaber (Purcell, 1904)
- Austrodomus zuluensis Lawrence, 1947

## Caudalia
Caudalia Alayón, 1980
- Caudalia insularis Alayón, 1980

## Chileomma
Chileomma Platnick, Shadab & Sorkin, 2005
- Chileomma campana Platnick, Shadab & Sorkin, 2005
- Chileomma chilensis Platnick, Shadab & Sorkin, 2005
- Chileomma franckei Platnick, Shadab & Sorkin, 2005
- Chileomma malleco Platnick, Shadab & Sorkin, 2005
- Chileomma petorca Platnick, Shadab & Sorkin, 2005
- Chileomma rinconada Platnick, Shadab & Sorkin, 2005
- Chileomma ruiles Platnick, Shadab & Sorkin, 2005

## Chileuma
Chileuma Platnick, Shadab & Sorkin, 2005
- Chileuma paposo Platnick, Shadab & Sorkin, 2005
- Chileuma renca Platnick, Shadab & Sorkin, 2005
- Chileuma serena Platnick, Shadab & Sorkin, 2005

## Chilongius
Chilongius Platnick, Shadab & Sorkin, 2005
- Chilongius eltofo Platnick, Shadab & Sorkin, 2005
- Chilongius frayjorge Platnick, Shadab & Sorkin, 2005
- Chilongius huasco Platnick, Shadab & Sorkin, 2005
- Chilongius molles Platnick, Shadab & Sorkin, 2005
- Chilongius palmas Platnick, Shadab & Sorkin, 2005

## Cryptoerithus
Cryptoerithus Rainbow, 1915
- Cryptoerithus annaburroo Platnick & Baehr, 2006
- Cryptoerithus griffith Platnick & Baehr, 2006
- Cryptoerithus halifax Platnick & Baehr, 2006
- Cryptoerithus halli Platnick & Baehr, 2006
- Cryptoerithus harveyi Platnick & Baehr, 2006
- Cryptoerithus hasenpuschi Platnick & Baehr, 2006
- Cryptoerithus lawlessi Platnick & Baehr, 2006
- Cryptoerithus melindae Platnick & Baehr, 2006
- Cryptoerithus nichtaut Platnick & Baehr, 2006
- Cryptoerithus ninan Platnick & Baehr, 2006
- Cryptoerithus nonaut Platnick & Baehr, 2006
- Cryptoerithus nopaut Platnick & Baehr, 2006
- Cryptoerithus nyetaut Platnick & Baehr, 2006
- Cryptoerithus occultus Rainbow, 1915
- Cryptoerithus quamby Platnick & Baehr, 2006
- Cryptoerithus quobba Platnick & Baehr, 2006
- Cryptoerithus rough Platnick & Baehr, 2006
- Cryptoerithus shadabi Platnick & Baehr, 2006
- Cryptoerithus stuart Platnick & Baehr, 2006

## Eleleis
Eleleis Simon, 1893
- Eleleis crinita Simon, 1893

## Katumbea
Katumbea Cooke, 1964
- Katumbea oxoniensis Cooke, 1964

## Lygromma
Lygromma Simon, 1893
- Lygromma anops Peck & Shear, 1987
- Lygromma chamberlini Gertsch, 1941
- Lygromma domingo Platnick & Shadab, 1981
- Lygromma dybasi Platnick & Shadab, 1976
- Lygromma gasnieri Brescovit & Höfer, 1993
- Lygromma gertschi Platnick & Shadab, 1976
- Lygromma huberti Platnick & Shadab, 1976
- Lygromma kochalkai Platnick & Shadab, 1976
- Lygromma peckorum Platnick & Shadab, 1976
- Lygromma peruvianum Platnick & Shadab, 1976
- Lygromma quindio Platnick & Shadab, 1976
- Lygromma senoculatum Simon, 1893
- Lygromma simoni (Berland, 1913)
- Lygromma taruma Brescovit & Bonaldo, 1998
- Lygromma tuxtla Platnick, 1978
- Lygromma valencianum Simon, 1893
- Lygromma volcan Platnick & Shadab, 1981
- Lygromma wygodzinskyi Platnick, 1978
- Lygromma ybyguara Rheims & Brescovit, 2004

## Lygrommatoides
Lygrommatoides Strand, 1918
- Lygrommatoides problematica Strand, 1918

## Molycria
Molycria Simon, 1887
- Molycria amphi Platnick & Baehr, 2006
- Molycria broadwater Platnick & Baehr, 2006
- Molycria bulburin Platnick & Baehr, 2006
- Molycria bundjalung Platnick & Baehr, 2006
- Molycria burwelli Platnick & Baehr, 2006
- Molycria canonba Platnick & Baehr, 2006
- Molycria cleveland Platnick & Baehr, 2006
- Molycria cooki Platnick & Baehr, 2006
- Molycria dalby Platnick & Baehr, 2006
- Molycria daviesae Platnick & Baehr, 2006
- Molycria dawson Platnick & Baehr, 2006
- Molycria drummond Platnick & Baehr, 2006
- Molycria goanna Platnick & Baehr, 2006
- Molycria grayi Platnick & Baehr, 2006
- Molycria isla Platnick & Baehr, 2006
- Molycria kaputar Platnick & Baehr, 2006
- Molycria mammosa (O. P.-Cambridge, 1874)
- Molycria mcleani Platnick & Baehr, 2006
- Molycria milledgei Platnick & Baehr, 2006
- Molycria moffatt Platnick & Baehr, 2006
- Molycria monteithi Platnick & Baehr, 2006
- Molycria moranbah Platnick & Baehr, 2006
- Molycria nipping Platnick & Baehr, 2006
- Molycria quadricauda (Simon, 1908)
- Molycria raveni Platnick & Baehr, 2006
- Molycria robert Platnick & Baehr, 2006
- Molycria smithae Platnick & Baehr, 2006
- Molycria stanisici Platnick & Baehr, 2006
- Molycria taroom Platnick & Baehr, 2006
- Molycria thompsoni Platnick & Baehr, 2006
- Molycria tooloombah Platnick & Baehr, 2006
- Molycria upstart Platnick & Baehr, 2006
- Molycria vokes Platnick & Baehr, 2006
- Molycria wallacei Platnick & Baehr, 2006
- Molycria wardeni Platnick & Baehr, 2006
- Molycria wrightae Platnick & Baehr, 2006

## Moreno
Moreno Mello-Leitão, 1940
- Moreno chacabuco Platnick, Shadab & Sorkin, 2005
- Moreno chivato Platnick, Shadab & Sorkin, 2005
- Moreno grande Platnick, Shadab & Sorkin, 2005
- Moreno morenoi Mello-Leitão, 1940
- Moreno neuquen Platnick, Shadab & Sorkin, 2005
- Moreno ramirezi Platnick, Shadab & Sorkin, 2005

## Myandra
Myandra Simon, 1887
- Myandra bicincta Simon, 1908
- Myandra cambridgei Simon, 1887
- Myandra myall Platnick & Baehr, 2006
- Myandra tinline Platnick & Baehr, 2006

## Namundra
Namundra Platnick & Bird, 2007
- Namundra brandberg Platnick & Bird, 2007
- Namundra griffinae Platnick & Bird, 2007
- Namundra kleynjansi Platnick & Bird, 2007
- Namundra leechi Platnick & Bird, 2007

## Neozimiris
Neozimiris Simon, 1903
- Neozimiris chickeringi Platnick & Shadab, 1976
- Neozimiris crinis Platnick & Shadab, 1976
- Neozimiris escandoni Müller, 1987
- Neozimiris exuma Platnick & Shadab, 1976
- Neozimiris levii Platnick & Shadab, 1976
- Neozimiris nuda Platnick & Shadab, 1976
- Neozimiris pinta Platnick & Shadab, 1976
- Neozimiris pinzon Platnick & Shadab, 1976
- Neozimiris pubescens (Banks, 1898)

## Nomindra
Nomindra Platnick & Baehr, 2006
- Nomindra arenaria Platnick & Baehr, 2006
- Nomindra barlee Platnick & Baehr, 2006
- Nomindra berrimah Platnick & Baehr, 2006
- Nomindra cocklebiddy Platnick & Baehr, 2006
- Nomindra cooma Platnick & Baehr, 2006
- Nomindra fisheri Platnick & Baehr, 2006
- Nomindra flavipes (Simon, 1908)
- Nomindra gregory Platnick & Baehr, 2006
- Nomindra indulkana Platnick & Baehr, 2006
- Nomindra jarrnarm Platnick & Baehr, 2006
- Nomindra kinchega Platnick & Baehr, 2006
- Nomindra leeuweni Platnick & Baehr, 2006
- Nomindra ormiston Platnick & Baehr, 2006
- Nomindra thatch Platnick & Baehr, 2006
- Nomindra woodstock Platnick & Baehr, 2006
- Nomindra yeni Platnick & Baehr, 2006

## Oltacloea
Oltacloea Mello-Leitão, 1940
- Oltacloea beltraoae Brescovit & Ramos, 2003
- Oltacloea mutilata Mello-Leitão, 1940
- Oltacloea ribaslangei Bonaldo & Brescovit, 1997

## Plutonodomus
Plutonodomus Cooke, 1964
- Plutonodomus kungwensis Cooke, 1964

## Prodida
Prodida Dalmas, 1919
- Prodida longiventris Dalmas, 1919
- Prodida stella Saaristo, 2002

## Prodidomus
Prodidomus Hentz, 1847
- Prodidomus amaranthinus (Lucas, 1846)
- Prodidomus aurantiacus Simon, 1890
- Prodidomus beattyi Platnick, 1977
- Prodidomus bendee Platnick & Baehr, 2006
- Prodidomus bicolor Denis, 1957
- Prodidomus birmanicus Thorell, 1897
- Prodidomus bryantae Alayón, 1995
- Prodidomus capensis Purcell, 1904
- Prodidomus chaperi (Simon, 1884)
- Prodidomus clarki Cooke, 1964
- Prodidomus dalmasi Berland, 1919
- Prodidomus djibutensis Dalmas, 1919
- Prodidomus domesticus Lessert, 1938
- Prodidomus duffeyi Cooke, 1964
- Prodidomus flavidus (Simon, 1884)
- Prodidomus flavipes Lawrence, 1952
- Prodidomus flavus Platnick & Baehr, 2006
- Prodidomus geniculosus Dalmas, 1919
- Prodidomus granulosus Cooke, 1964
- Prodidomus hispanicus Dalmas, 1919
- Prodidomus kimberley Platnick & Baehr, 2006
- Prodidomus lampei Strand, 1915
- Prodidomus lampeli Cooke, 1964
- Prodidomus latebricola Cooke, 1964
- Prodidomus margala Platnick, 1976
- Prodidomus maximus Lessert, 1936
- Prodidomus nigellus Simon, 1890
- Prodidomus nigricaudus Simon, 1893
- Prodidomus opacithorax Simon, 1893
- Prodidomus palkai Cooke, 1972
- Prodidomus papavanasanemensis Cooke, 1972
- Prodidomus purpurascens Purcell, 1904
- Prodidomus purpureus Simon, 1907
- Prodidomus redikorzevi Spassky, 1940
- Prodidomus reticulatus Lawrence, 1927
- Prodidomus revocatus Cooke, 1964
- Prodidomus robustus Dalmas, 1919
- Prodidomus rodolphianus Dalmas, 1919
- Prodidomus rollasoni Cooke, 1964
- Prodidomus rufus Hentz, 1847
- Prodidomus saharanpurensis (Tikader, 1982)
- Prodidomus sampeyi Platnick & Baehr, 2006
- Prodidomus seemani Platnick & Baehr, 2006
- Prodidomus simoni Dalmas, 1919
- Prodidomus singulus Suman, 1967
- Prodidomus sirohi Platnick, 1976
- Prodidomus tigrinus Dalmas, 1919
- Prodidomus tirumalai Cooke, 1972
- Prodidomus venkateswarai Cooke, 1972
- Prodidomus watongwensis Cooke, 1964
- Prodidomus woodleigh Platnick & Baehr, 2006
- Prodidomus wunderlichi Deeleman-Reinhold, 2001
- Prodidomus yorke Platnick & Baehr, 2006

## Purcelliana
Purcelliana Cooke, 1964
- Purcelliana problematica Cooke, 1964

## Theuma
Theuma Simon, 1893
- Theuma ababensis Tucker, 1923
- Theuma andonea Lawrence, 1927
- Theuma aprica Simon, 1893
- Theuma capensis Purcell, 1907
- Theuma cedri Purcell, 1907
- Theuma elucubata Tucker, 1923
- Theuma foveolata Tucker, 1923
- Theuma funerea Lawrence, 1928
- Theuma fusca Purcell, 1907
- Theuma intermedia Strand, 1915
- Theuma longipes Lawrence, 1927
- Theuma maculata Purcell, 1907
- Theuma microphthalma Lawrence, 1928
- Theuma mutica Purcell, 1907
- Theuma ovambica Lawrence, 1927
- Theuma parva Purcell, 1907
- Theuma purcelli Tucker, 1923
- Theuma pusilla Purcell, 1908
- Theuma recta Lawrence, 1927
- Theuma schreineri Purcell, 1907
- Theuma schultzei Purcell, 1908
- Theuma tragardhi Lawrence, 1947
- Theuma velox Purcell, 1908
- Theuma walteri (Simon, 1889)
- Theuma xylina Simon, 1893
- Theuma zuluensis Lawrence, 1947

## Theumella
Theumella Strand, 1906
- Theumella penicillata Strand, 1906
- Theumella typica Strand, 1906

## Tivodrassus
Tivodrassus Chamberlin & Ivie, 1936
- Tivodrassus ethophor Chamberlin & Ivie, 1936
- Tivodrassus farias Platnick & Shadab, 1976
- Tivodrassus pecki Platnick & Shadab, 1976
- Tivodrassus reddelli Platnick & Shadab, 1976

## Tricongius
Tricongius Simon, 1893
- Tricongius amazonicus Platnick & Höfer, 1990
- Tricongius collinus Simon, 1893
- Tricongius granadensis Mello-Leitão, 1941

## Wesmaldra
Wesmaldra Platnick & Baehr, 2006
- Wesmaldra baynesi Platnick & Baehr, 2006
- Wesmaldra bidgemia Platnick & Baehr, 2006
- Wesmaldra bromilowi Platnick & Baehr, 2006
- Wesmaldra hirsti Platnick & Baehr, 2006
- Wesmaldra kakadu Platnick & Baehr, 2006
- Wesmaldra learmonth Platnick & Baehr, 2006
- Wesmaldra napier Platnick & Baehr, 2006
- Wesmaldra nixaut Platnick & Baehr, 2006
- Wesmaldra rolfei Platnick & Baehr, 2006
- Wesmaldra splendida (Simon, 1908)
- Wesmaldra talgomine Platnick & Baehr, 2006
- Wesmaldra urawa Platnick & Baehr, 2006
- Wesmaldra waldockae Platnick & Baehr, 2006
- Wesmaldra wiluna Platnick & Baehr, 2006

## Wydundra
Wydundra Platnick & Baehr, 2006
- Wydundra anjo Platnick & Baehr, 2006
- Wydundra barrow Platnick & Baehr, 2006
- Wydundra carinda Platnick & Baehr, 2006
- Wydundra charnley Platnick & Baehr, 2006
- Wydundra churchillae Platnick & Baehr, 2006
- Wydundra clifton Platnick & Baehr, 2006
- Wydundra cooper Platnick & Baehr, 2006
- Wydundra cunderdin Platnick & Baehr, 2006
- Wydundra daunton Platnick & Baehr, 2006
- Wydundra drysdale Platnick & Baehr, 2006
- Wydundra ethabuka Platnick & Baehr, 2006
- Wydundra fitzroy Platnick & Baehr, 2006
- Wydundra flattery Platnick & Baehr, 2006
- Wydundra garnet Platnick & Baehr, 2006
- Wydundra gibb Platnick & Baehr, 2006
- Wydundra gully Platnick & Baehr, 2006
- Wydundra gunbiyarrmi Platnick & Baehr, 2006
- Wydundra humbert Platnick & Baehr, 2006
- Wydundra humptydoo Platnick & Baehr, 2006
- Wydundra jabiru Platnick & Baehr, 2006
- Wydundra kalamurina Platnick & Baehr, 2006
- Wydundra kennedy Platnick & Baehr, 2006
- Wydundra kohi Platnick & Baehr, 2006
- Wydundra lennard Platnick & Baehr, 2006
- Wydundra lindsay Platnick & Baehr, 2006
- Wydundra lowrie Platnick & Baehr, 2006
- Wydundra moolooloo Platnick & Baehr, 2006
- Wydundra moondarra Platnick & Baehr, 2006
- Wydundra morton Platnick & Baehr, 2006
- Wydundra neinaut Platnick & Baehr, 2006
- Wydundra newcastle Platnick & Baehr, 2006
- Wydundra normanton Platnick & Baehr, 2006
- Wydundra octomile Platnick & Baehr, 2006
- Wydundra osbourne Platnick & Baehr, 2006
- Wydundra percy Platnick & Baehr, 2006
- Wydundra solo Platnick & Baehr, 2006
- Wydundra uluru Platnick & Baehr, 2006
- Wydundra undara Platnick & Baehr, 2006
- Wydundra voc (Deeleman-Reinhold, 2001)
- Wydundra webberae Platnick & Baehr, 2006
- Wydundra windsor Platnick & Baehr, 2006

## Zimirina
Zimirina Dalmas, 1919
- Zimirina brevipes Pérez & Blasco, 1986
- Zimirina cineris Cooke, 1964
- Zimirina deserticola Dalmas, 1919
- Zimirina gomerae (Schmidt, 1981)
- Zimirina grancanariensis Wunderlich, 1992
- Zimirina hirsuta Cooke, 1964
- Zimirina lepida (Blackwall, 1859)
- Zimirina moyaensis Wunderlich, 1992
- Zimirina penicillata (Simon, 1893)
- Zimirina relegata Cooke, 1977
- Zimirina spinicymbia Wunderlich, 1992
- Zimirina tenuidens Denis, 1956
- Zimirina transvaalica Dalmas, 1919
- Zimirina vastitatis Cooke, 1964

## Zimiris
Zimiris Simon, 1882
- Zimiris diffusa Platnick & Penney, 2004
- Zimiris doriai Simon, 1882